# 斑状变晶

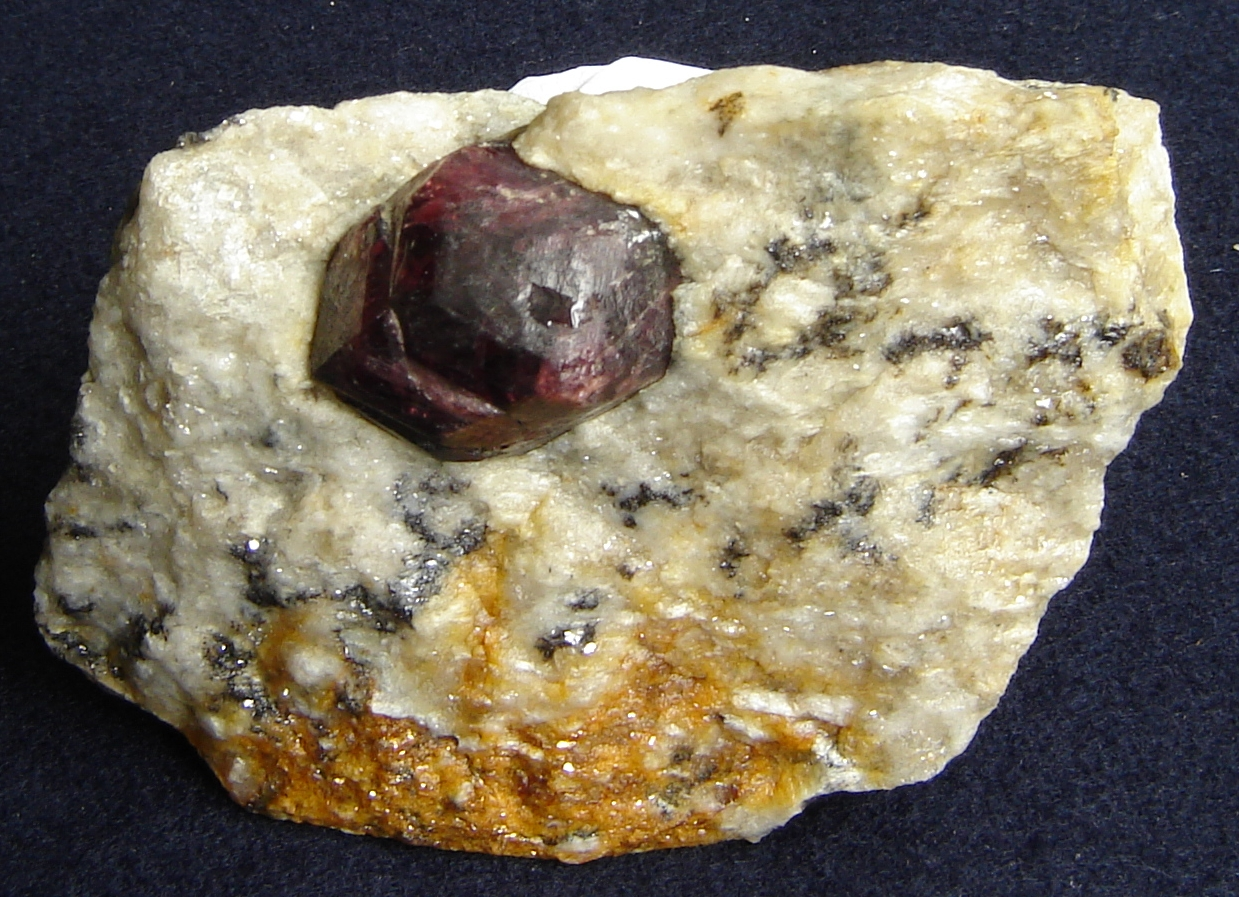
石英片麻岩中的
鐵鋁榴石斑状变晶，長3 cm. 產地: 巴西

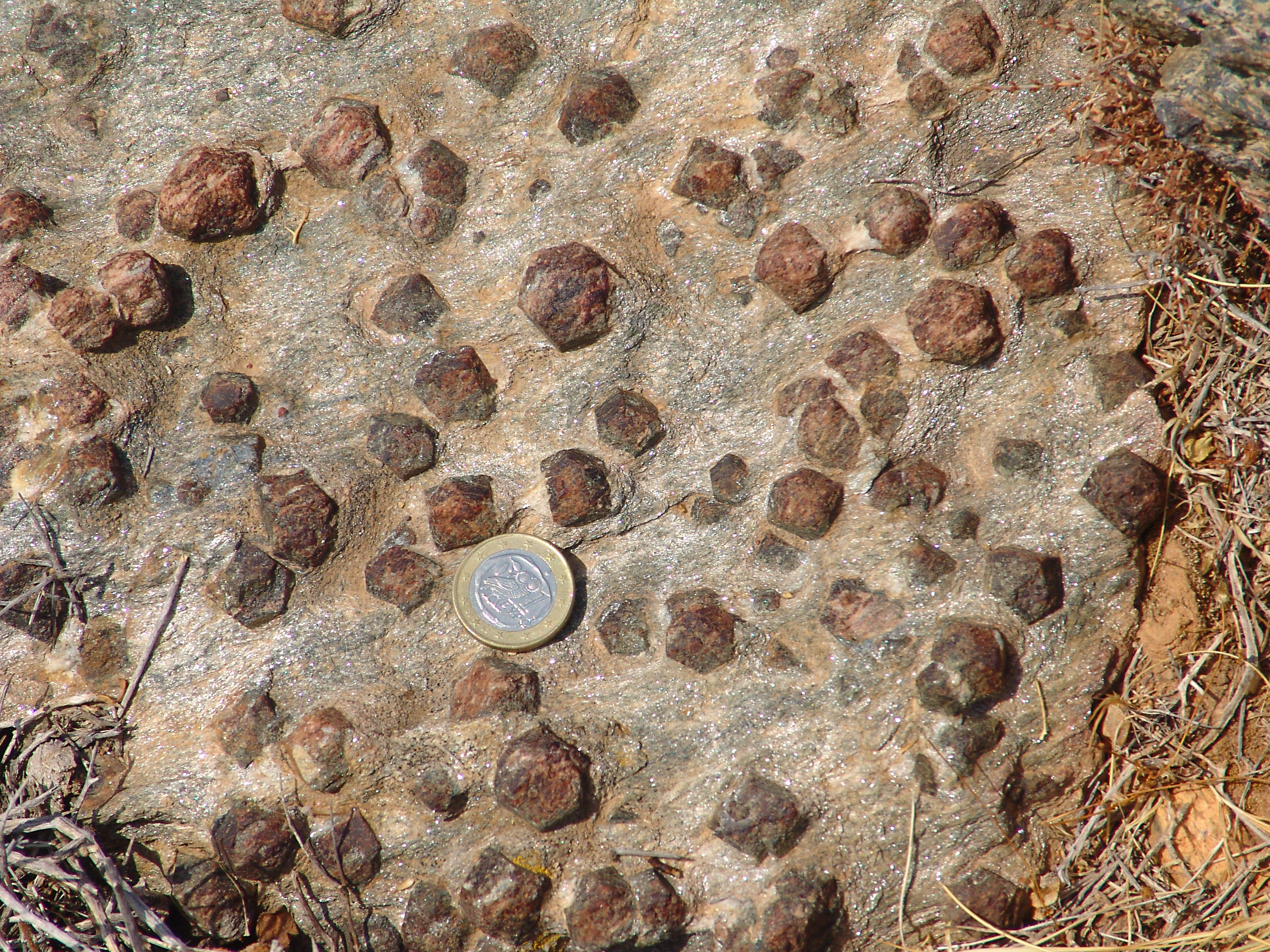
雲母片岩中的黑色石榴子斑状变晶，產地：希臘

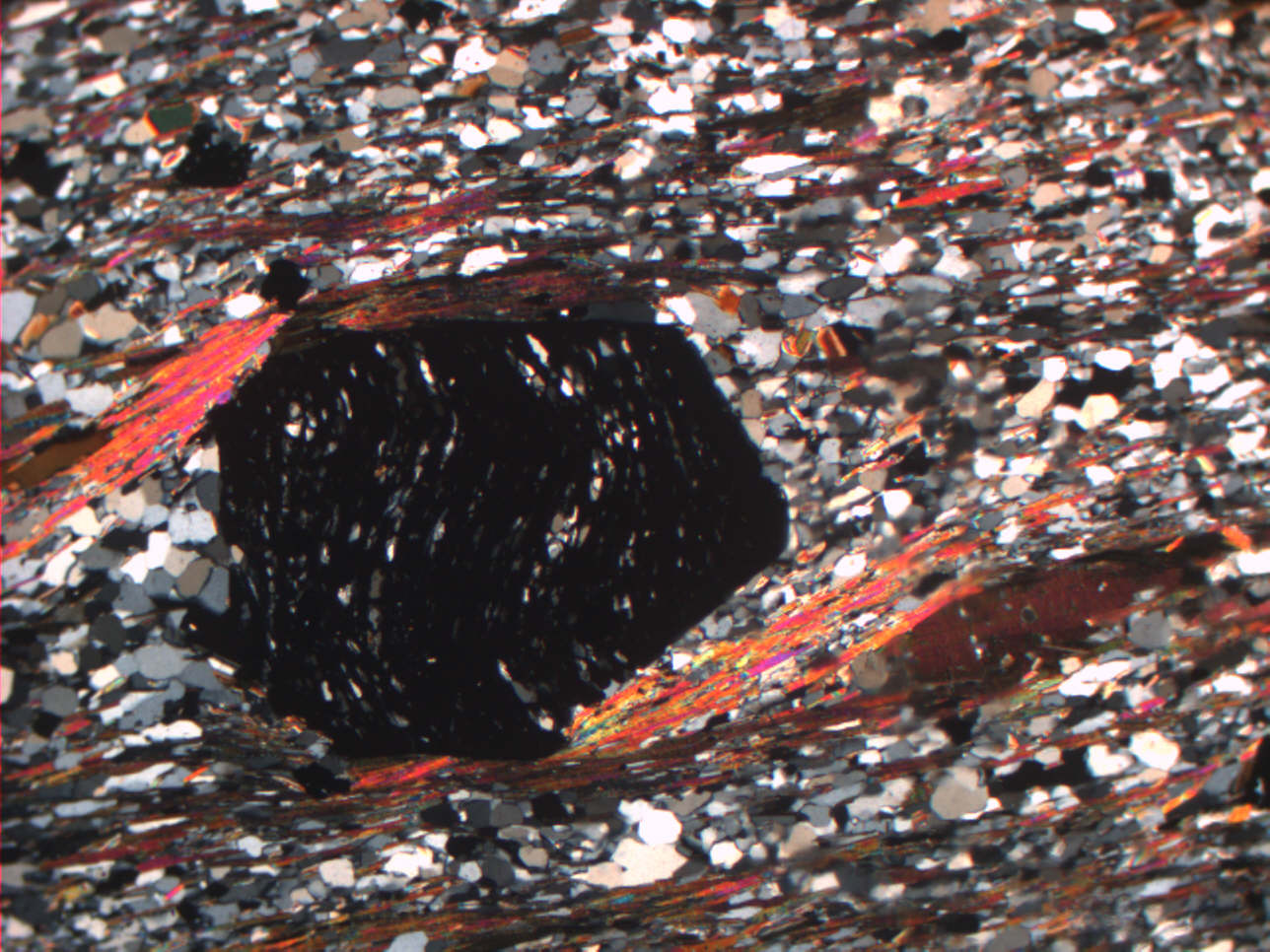
岩石薄片：石榴子雲母片岩中的石榴子斑状变晶。顯示白和灰色的彎曲包裹體

斑状变晶（英語：porphyroblast）
是指在細粒基質的變質岩中，一種大型礦物晶體。通常是自面晶體，但形狀也可以部分或完全不規則。
變質泥岩中最常見的斑状变晶是石榴石和十字石。如果變泥質岩有良好片狀結構（例如片岩）而基質是片狀雲母，斑状变晶更是脫穎而出。
類似斑状变晶是斑晶，它是火成岩中的大晶體。斑状变晶經常與残碎斑晶（porphyroclasts）混淆，它也是大的晶體，但比岩石的基質先生成。
如果斑状变晶中含有少量包裹體，則該礦物被描述為变嵌晶（poikiloblastic）。有時片狀基質會被斑状变晶包圍成包裹體。斑状变晶的生長，可在變質作用過程之中，之前或之後發生。研究斑状变晶生長與變形的關係，通常是查看其包裹體的形狀方向與基質紋理比較來評估。
一些石榴石斑状变晶含有彎曲的石英和其他礦物的包裹體，顯示出晶體的旋轉。但是在變質過程中如何旋轉，一直是一個爭論問題。例如在“螺旋石榴石”中，其包裹體有彎曲尾巴，代表旋轉的軌跡。這是在生長過程中，石榴石斑状变晶受剪切而旋轉形成的。然而，後來的研究導致了另一種形成模型，基質原就有微褶皺紋理，其方向相對外部參考框架，是保持不變的。目前測試這兩種模型的研究報告，大多數支持後者的解釋。 